# 鉄球

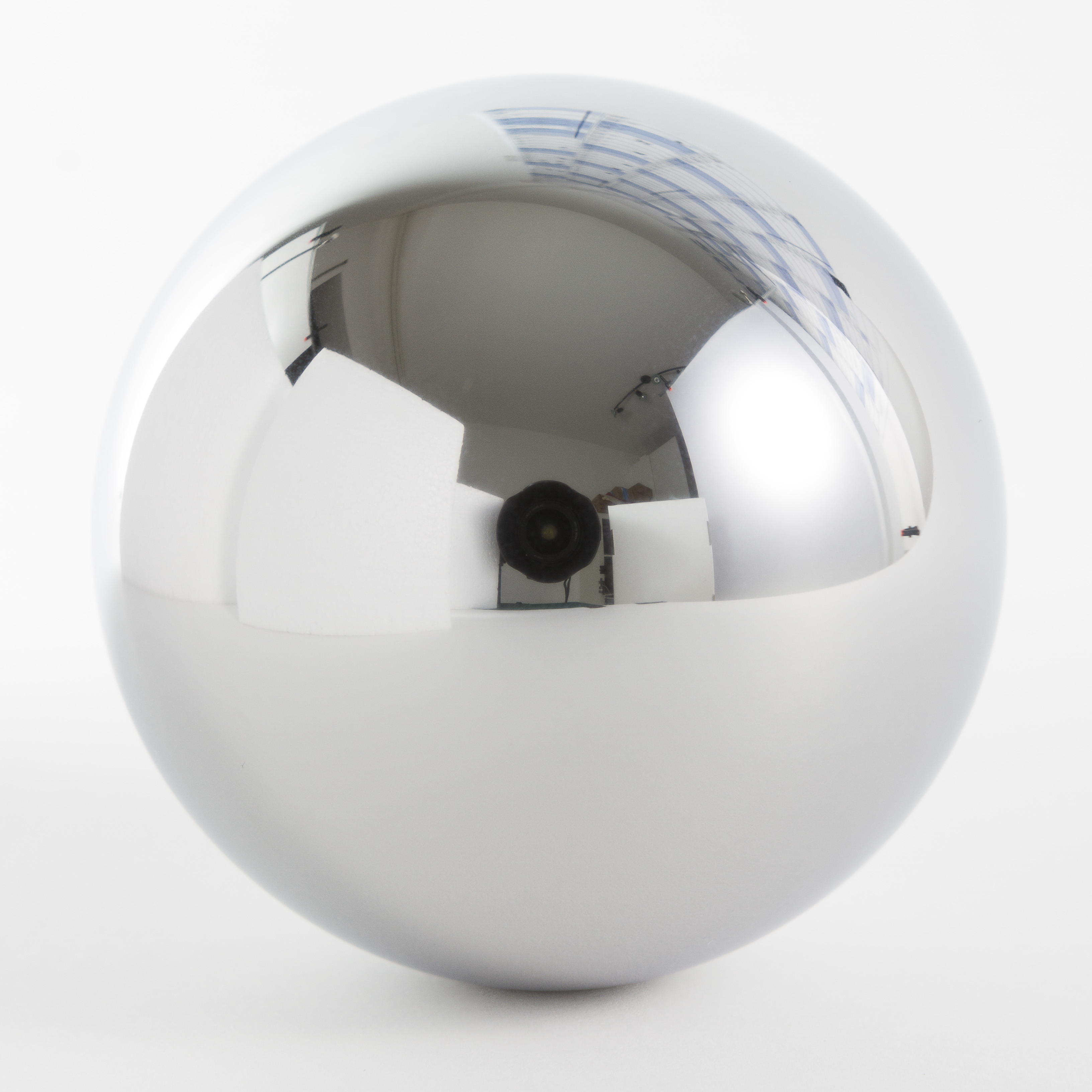

鉄球（てっきゅう）は、鉄製の玉。さまざまな道具、もしくは道具の一部として使用されており、大きさもさまざまである。
クレーンや武器として扱うものには、鉄球が鎖に繋がれており、鎖を振り回して対象にぶつけて使用する。あさま山荘事件で警察側が山荘を鉄球で破壊する様子が広く報道された。
また、ガリレオ・ガリレイが落体の法則の検証のためにピサの斜塔から重さの違う2つの鉄球を同時に落とすと、2つの鉄球はほぼ同時に着地したという故事がある。

## 鉄球が使用されている道具
- 玉軸受（ベアリング）
- パチンコ玉
- 砲弾
- 砲丸
- クレーン

## 玉鋼の鉄球
古い家屋の大黒柱の下などから、鉄が貴重だった時代に隠し金として保管されていたのが発見されることがある。

## 自主規制
エアガンでBB弾と同じ大きさの鉄球を発射する傷害事件が発生しているため、一部の販売店では直径6mmの鉄球の扱いを止めるなどの自主規制をしている。